# Oribatomyia flaveola
Oribatomyia flaveola är en tvåvingeart som beskrevs av Richards 1960. Oribatomyia flaveola ingår i släktet Oribatomyia och familjen hoppflugor.
Artens utbredningsområde är Kongo. Inga underarter finns listade i Catalogue of Life.